# Џон Сертиз
Џон Сертиз (енгл. John Surtees) био је енглески возач формуле 1 и тркач MotoGP категорије. Освајач шампионске титуле 1964. године. Он је једина особа која је освојила шампионске титуле и на два и на четири точка.
Његов син Хенри Сертиз је трагично настрадао 19. јула 2009. године возећи у оквиру Формула 2 такмичења.